# Дялу-Серій
Дялу-Серій (рум. Dealu Sării) — село у повіті Вранча в Румунії. Входить до складу комуни Житія.
Село розташоване на відстані 136 км на північ від Бухареста, 36 км на південний захід від Фокшан, 100 км на захід від Галаца, 89 км на схід від Брашова.

## Населення
За даними перепису населення 2002 року у селі проживали 232 особи, усі — румуни. Усі жителі села рідною мовою назвали румунську.